# Träningskläder

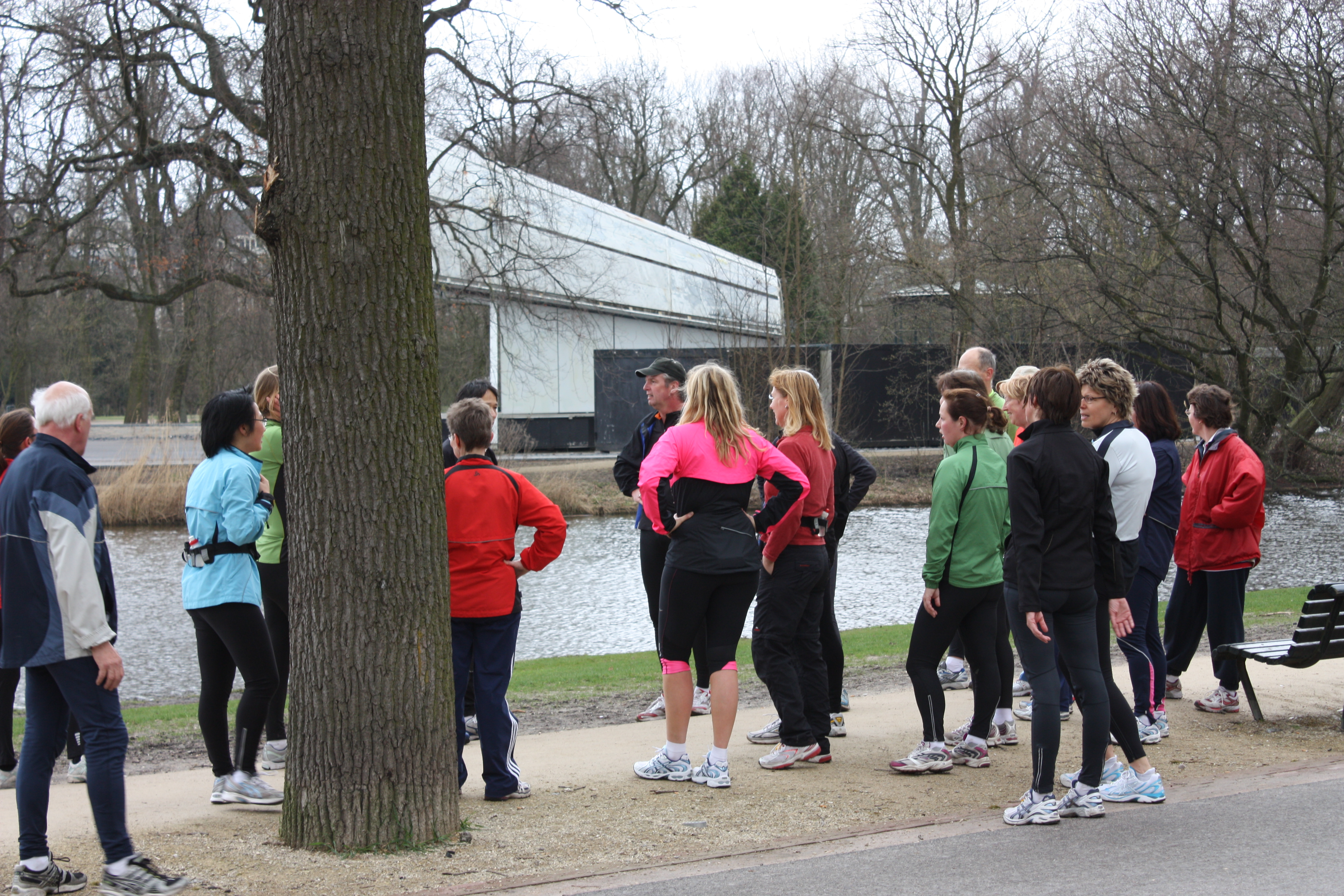
En grupp människor i träningskläder

Träningskläder är kläder som är särskilt utformade för fysisk träning. De kan till exempel vara vattenavvisande eller särskilt lätta, så kallade funktionskläder i material som andas och leder bort fukt från koppen. Träningskläder kan vara tillverkade i natur- eller syntetmaterial. Vanligt är träningsoverall.
Det finns många tillverkare av träningskläder såsom exempelvis Nike, Adidas, Reebok och Puma AG. Flera sportkedjor tillverkar också sina egna träningskläder, t.ex. SOC (Stadium) och Pro touch (Intersport).
Många människor tränar också fortfarande i vardagskläder och bomullströjor.[källa behövs]